# Bombardement américain de l'ambassade de Chine à Belgrade
Le 7 mai 1999, durant le bombardement de la Yougoslavie par l'OTAN (opération Force alliée), cinq bombes JDAM américaines frappent l'ambassade de république populaire de Chine à Belgrade dans le district de Novi Beograd, tuant trois journalistes chinois et outrageant l'opinion chinoise. Selon le gouvernement américain, l'intention était de bombarder la Direction fédérale yougoslave des approvisionnements et des achats (FDSP) située à proximité. Le président Bill Clinton s'est excusé pour le bombardement en déclarant qu'il s'agissait d'un accident,,. 
Le directeur de la CIA, George Tenet, a certifié devant un comité du Congrès que l'attaque fut la seule de la campagne organisée et dirigée par son agence, et que la CIA avait enregistré les mauvaises coordonnées d'une cible militaire yougoslave dans la même rue. Le gouvernement chinois a publié une déclaration le jour du bombardement, déclarant qu'il s'agissait d'un « acte barbare ».
En octobre 1999, cinq mois après l'attaque, The Observer de Londres, ainsi que Politiken de Copenhague, publient les résultats d'une enquête citant des sources anonymes selon lesquelles l'attaque était en fait délibérée car l'ambassade était utilisée pour transmettre des informations militaires yougoslaves,. Les gouvernements des États-Unis et du Royaume-Uni ont catégoriquement nié qu'il s'agissait d'un acte délibéré, la secrétaire d'État américaine Madeleine Albright qualifiant l'histoire de « balivernes » et le ministre britannique des Affaires étrangères Robin Cook déclarant qu'il n'y avait « pas la moindre preuve » pour la soutenir. En avril 2000, le New York Times publie les résultats de sa propre enquête qui conclut qu'« il n'y a aucune preuve que le bombardement de l'ambassade ait été un acte délibéré ».
Juste après le bombardement, la plupart des Chinois ont pensé que c'était délibéré et beaucoup continuent de croire cela. Cependant, dans les résultats d'entretiens publiés en 2010, sur les 57 % d'experts chinois en relations sino-américaines qui pensaient que l'attaque était délibérée, 87,5 % ne soupçonnaient pas l'implication du président Clinton.
En août 1999, les États-Unis ont accepté d'indemniser les victimes du bombardement et leurs familles. En décembre 1999, les États-Unis ont accepté de payer à la Chine les dommages causés à l'ambassade et la Chine a accepté d'indemniser les États-Unis pour les dommages causés aux biens américains pendant des manifestations,,.
En mai 2000, un important projet de loi sur le commerce entre les États-Unis et la Chine est adopté par la Chambre des représentants des États-Unis, qui est devenu la loi sur les relations entre les États-Unis et la Chine de 2000 (en) s'intégrant à l'entrée de la Chine dans l'Organisation mondiale du commerce,,. En juin 2000, lors d'une visite en Chine de la secrétaire d'État américaine Madeleine Albright, les deux parties ont déclaré que les relations entre eux s'étaient améliorées.

## Chronologie des événements
Dans les jours qui ont précédé le bombardement, un dossier d'attaque intitulé « Belgrade Warehouse 1 » est diffusé pour approbation par le commandement. Le dossier provient de la CIA et décrit la cible comme accueillant une agence gouvernementale yougoslave soupçonnée d'activités de prolifération d'armes. Sous ces termes, la frappe est approuvée par le président Clinton.
On ne sait pas si d'autres dirigeants de l'OTAN ont approuvé la frappe. Un rapport du ministère français de la Défense d'après-guerre indique qu'« une partie des opérations militaires était menée par les États-Unis en dehors du cadre strict de l'OTAN » et qu'il existait une structure de commandement à deux voies. L'OTAN n'avait pas le pouvoir de déployer un bombardier furtif B-2 utilisé pour effectuer la frappe. Le fait que les États-Unis exécutaient des missions en dehors de la structure de commandement interarmées de l'OTAN était une source de discorde entre les États-Unis et les alliés de l'OTAN, en particulier la France.
Selon des responsables interrogés par le New York Times, la cible est vérifiée par rapport à une base de données de « non cibles » d'emplacements tels que des hôpitaux, des églises et des ambassades, mais cela ne déclenche aucune alarme car l'ambassade est répertoriée à son ancienne adresse. Les responsables ont déclaré qu'une liste similaire du Royaume-Uni contenait également la même erreur. Cependant, une enquête conjointe Observer/Politiken rapporte qu'un contrôleur de vol de l'OTAN à Naples a déclaré que sur cette carte de « non cibles », l'ambassade de Chine était répertoriée à son emplacement correct. L'enquête signalait également que les coordonnées de l'ambassade chinoise étaient correctement répertoriées dans un ordinateur de l'OTAN.
Dans la nuit du 7 au 8 mai, la frappe est réalisée par un seul bombardier B-2 avec un équipage de deux hommes du 509th Bomb Wing de l'US Air Force décollant directement de la Whiteman Air Force Base au Missouri. Le bombardier était armé de bombes JDAM guidées par GPS d'une précision de 13 mètres. Cependant, les coordonnées géographiques fournies par la CIA et programmées dans les bombes sont celles de l'ambassade chinoise à 440 m. Vers minuit, heure locale, cinq bombes frappent le complexe de l'ambassade à différents endroits. L'ambassade avait pris des mesures de précaution au vu de la campagne de bombardements en cours, renvoyant le personnel chez lui et logeant d'autres au sous-sol mais l'attaque fait quand même trois morts, Shao Yunhuan (邵云环) qui travaille pour l' agence de presse Xinhua, et Xu Xinghu (许杏虎) et sa femme Zhu Ying (朱颖) qui travaillent pour le Guangming Daily, tout en blessant au moins 20 autres personnes. Les responsables américains déclarent que certaines victimes, ou même toutes les trois, étaient en fait des agents de renseignement, mais les Chinois nient cette affirmation,,.

## Réaction chinoise

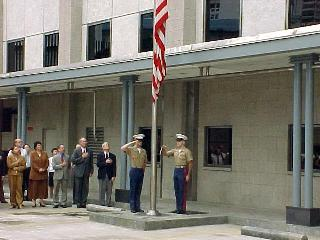
Le 12 mai, en hommage aux victimes du bombardement, les drapeaux américains sont mis en berne dans les missions diplomatiques américaines en Chine continentale et à Hong Kong. La photo ci-dessus montre le drapeau américain abaissé au consulat américain à Hong Kong. « La vie des personnes tuées et blessées était secondaire à l'escalade des tensions entre les deux puissances », indique une étude des échanges diplomatiques entourant l'affaire. « Les responsables américains auprès des familles des défunts n'étaient qu'accessoires et, au mieux, pro forma ».

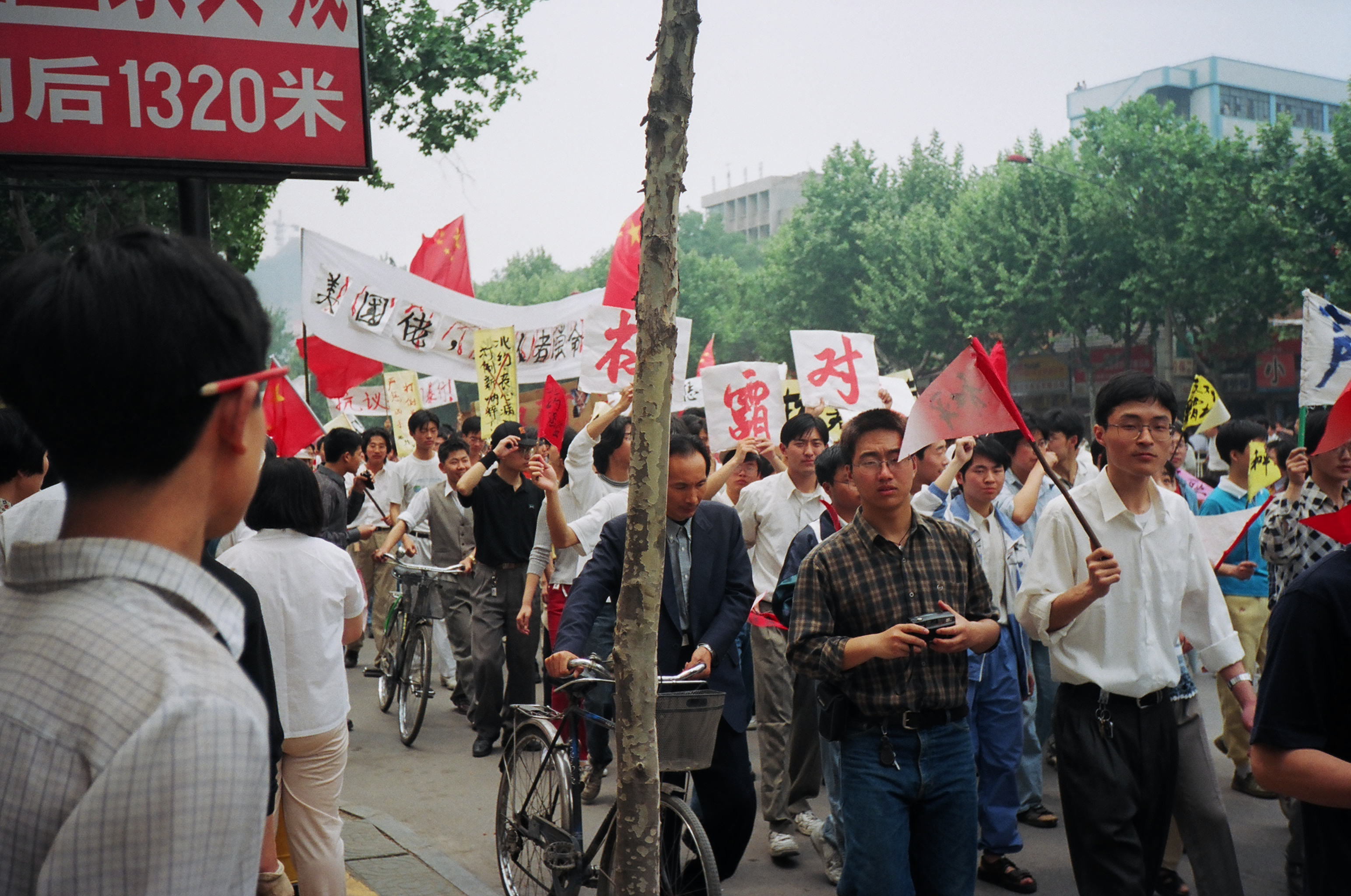
Manifestation anti-américaine à Nankin.

Le raid provoque une montée dramatique de la tension entre la Chine et les États-Unis. Un communiqué officiel à la télévision chinoise dénonce ce qu'il est appelé une « attaque barbare et une violation flagrante de la souveraineté chinoise ». L'ambassadeur de Chine à l'ONU décrit ce qu'il appelle « l'acte barbare de l'OTAN » comme « une violation flagrante de la charte des Nations unies, du droit international et des normes régissant les relations internationales » et « une violation des conventions de Genève ».
De grandes manifestations éclatent devant les bureaux consulaires des États-Unis et d'autres pays de l'OTAN en Chine en réaction à l'annonce du bombardement. Le 9 mai 1999, le vice-président Hu Jintao prononce un discours télévisé national qualifiant l'acte de « criminel » et de « barbare » et qu'il « a grandement exaspéré le peuple chinois,, ». Il déclare que les manifestations non autorisées à Pékin, Shanghai, Canton, Chengdu et Shenyang reflètent la colère et le patriotisme du peuple chinois, et que le gouvernement chinois soutient pleinement, mais exhorte à lutter contre les comportements extrêmes et illégaux,,.
Les manifestations se poursuivent pendant plusieurs jours, au cours desquels des dizaines de milliers de manifestants empêchent l'ambassadeur américain Jim Sasser et d'autres membres du personnel de sortir de l'ambassade américaine à Pékin,. La résidence du consul américain à Chengdu est endommagée par un incendie et des manifestants tentent d'incendier le consulat de Canton. Aucun blessé n'est signalé.
Les excuses du président Clinton et celles du département d'État américain ne sont pas immédiatement diffusées par les médias d'État chinois. Les manifestations se poursuivent pendant quatre jours avant que le gouvernement chinois n'appelle à l'arrêt, diffusant finalement les excuses du président Clinton à la télévision et ordonnant à la police de retenir les manifestants.
Pendant une semaine, le président Jiang Zemin refuse les appels téléphoniques du président Bill Clinton, acceptant finalement un appel d'excuses de 30 minutes le vendredi 14 mai, dans lequel Clinton exprime ses « regrets » pour l'incident,. Jiang choisit de laisser les canaux de communication des dirigeants américains et chinois inutilisés en attendant que le Comité permanent du Politburo parvienne à un consensus. Le temps qu'il faut au Politburo pour rassembler les informations nécessaires et prendre une décision sur les réponses de la Chine motive la direction du Parti à revoir une proposition visant à établir une Commission de sécurité nationale centralisée, bien que cela n'ait finalement pas été mis en œuvre à l'époque.

### Accord
Fin 1999, les relations commencent à s'améliorer progressivement. En août, le gouvernement américain fait un « paiement humanitaire volontaire » de 4,5 millions de dollars aux familles des trois ressortissants chinois tués et à ceux qui ont été blessés. Le 16 décembre 1999, les deux gouvernements parviennent à un accord en vertu duquel les États-Unis acceptent de verser 28 millions de dollars d'indemnisation pour les dommages causés aux installations de l'ambassade de Chine, et la Chine accepte de payer 2,87 millions de dollars d'indemnisation pour les dommages infligés à l'ambassade des États-Unis et à d'autres installations diplomatiques en Chine.
Techniquement, bien que les 4,5 millions de dollars versés aux victimes et à leurs familles proviennent de fonds discrétionnaires du ministère de la Défense, les 28 millions de dollars pour les dommages causés à l'ambassade devaient être affectés par le Congrès des États-Unis,,, cependant, la Chine reçoit bien le paiement.

## Enquête officielle et rapports ultérieurs
Le 8 mai, le secrétaire américain à la Défense William Cohen et George Tenet publient un communiqué de presse conjoint indiquant que ni l'équipage impliqué ni l'équipement n'étaient à blâmer pour l'incident. La première tentative d'explication du bombardement a lieu le 10 mai. William Cohen déclare aux journalistes « En termes simples, un de nos avions a attaqué la mauvaise cible parce que les instructions de bombardement étaient basées sur une carte obsolète ». La déclaration ne fait aucune mention de la CIA. Il est ensuite révélé que la CIA possédait des cartes montrant en fait l'ambassade.
Alors que les responsables américains commencent alors, officiellement, à détourner les questions en attendant le résultat d'enquêtes supplémentaires, ils continuent d'informer les journalistes de manière officieuse. Par exemple, également le 10 mai, Eric Schmitt (en) publie un compte rendu avec la plupart des éléments devant figurer dans les admissions ultérieures du directeur de la CIA, Tenet. Schmitt rapporte que d'après les photographies aériennes granuleuses ayant été utilisées, les deux bâtiments semblaient très similaires en termes de taille, de forme et de hauteur, et que la distance entre eux était d'environ 180 m.
Les critiques des médias se concentrent sur l'Agence nationale d'imagerie et de cartographie (NIMA) qui a fait une annonce indiquant que les « récents rapports concernant l'exactitude des cartes NIMA étaient inexacts ou incomplets » et qu'une « carte papier n'est ni prévue, ni utilisée, en tant que source unique pour l'identification et l'approbation des cibles, ». Le directeur de la CIA George Tenet reconnait plus tard que la carte en question n'aurait jamais dû être utilisée pour le choix d'une cible de bombardement aérien.

### Rapport officiel du département d'État
En juin, le sous-secrétaire d'État (en) Thomas Pickering (en) conduit une délégation en Chine pour présenter la version américaine des événements.
Selon le rapport officiel, les analystes de la CIA savaient que l'adresse du bureau Yugoimport était Bulevar Umetnosti 2 (2 Boulevard des Arts). À l'aide de ces informations, ils ont tenté de localiser son emplacement géographique en utilisant les emplacements et les adresses connus d'autres bâtiments sur des rues parallèles comme points de référence (le New York Times rapporte que certains avaient qualifié ce qui a été fait de « résection et intersection, » bien que Pickering n'ait pas utilisé ces termes dans la déclaration).
Des lignes parallèles sont tracées à partir d'adresses et d'emplacements connus sur une rue parallèle. Avec ces informations, il est tenté de reconstituer le modèle des adresses de Bulevar Umetnosti, qui était une information inconnue des cibles. Le modèle d'adresses sur Bulevar Umetnosti n'était pas comme prévu, et le cibleur a identifié à tort l'ambassade « située dans une petite rue latérale à une certaine distance sur Bulevar Umetnosti » de la cible visée.
Plusieurs vérifications conçues pour empêcher les attaques contre des cibles sensibles ont chacune échoué car l'emplacement de l'ambassade n'avait pas été mis à jour depuis qu'elle avait déménagé à Novi Beograd trois ans plus tôt. En conséquence, les bombardiers ont décollé avec les coordonnées de l'ambassade chinoise programmées dans les bombes embarquées.
Pickering déclare qu'ils n'avaient trouvé aucune preuve que l'ambassade était utilisée pour aider les forces serbes, et qu'il n'était pas concevable qu'un groupe de voyous aux États-Unis ait fait une telle chose. Il affirme que « la science nous a appris qu'une explication directe, étayée par une connaissance complète des faits obtenus grâce à une enquête minutieuse, est toujours préférable à la spéculation et aux théories farfelues, alambiquées ou artificielles avec peu ou pas de fondement factuel ».

### Déclaration de George Tenet
Le 22 juillet, George Tenet fait une déclaration devant une audience publique du House Intelligence Committee. Il reconnait en outre que les informations de cible provenaient de la CIA et qu'il s'agissait de la seule frappe de guerre dirigée par la CIA, et déclare qu'il ignorait personnellement que la CIA faisait circuler des demandes de frappe mais reconnait que l'agence possédait des cartes affichant correctement l'ambassade. Le secrétaire adjoint à la Défense John Hamre (en), témoignant le même jour, déclare que l'« Agence nationale d'imagerie et de cartographie n'est pas en faute ».

### Répercussions pour les employés de la CIA responsables
Tenet réprimande six agents de la CIA et en licencie un à la suite de l'enquête,.

### Réaction chinoise
Peu de politiciens chinois ont cru à la version américaine des événements, estimant plutôt que la frappe avait été délibérée.
L'ancien ambassadeur Li Daoyu (en) déclare : « nous ne disons pas que c'était une décision de Clinton ou de la Maison Blanche », mais le gouvernement chinois qualifie l'explication américaine pour « le prétendu bombardement » de « tout sauf convaincant » et n'a jamais accepté la version américaine des événements.
L'incident a envenimé les relations Chine-OTAN et les a gelées pendant des années,. Lors d'une réunion en 2011 avec des responsables américains au lendemain de l'incident frontalier afghano-pakistanais du 26 novembre 2011, le général chinois Ma Xiaotian (en) a directement fait référence au bombardement de l'ambassade en demandant « Utilisiez-vous à nouveau les mauvaises cartes, ? ». Les observateurs ont immédiatement noté la nature « ironique » de la remarque,,.

## Enquête conjointe de l'Observeret duPolitiken
Le dimanche 17 octobre 1999, The Observer publie un article de John Sweeney (en), Jens Holsoe et Ed Vulliamy (en) déclarant que le bombardement était délibéré. Le même jour, le journal danois Politiken publie une histoire similaire affirmant que le bombardement était délibéré, sous prétexte que les Chinois aidaient les forces yougoslaves engagés dans le nettoyage ethnique et des crimes de guerre au Kosovo (en).
Le dimanche 28 novembre 1999, The Observer publie un article de suivi indiquant que les Américains avaient bombardé l'ambassade en raison d'allégations selon lesquelles les Chinois aidaient Željko Ražnatović, un truand serbe, chef paramilitaire et criminel de guerre inculpé
Dans l'histoire du Politiken, une source au sein du ministère britannique de la Défense aurait déclaré que les Chinois avaient autorisé l'armée yougoslave à utiliser l'ambassade comme base de communication. Cette source britannique a déclaré que la pratique normale dans ce cas était de contacter les Chinois et de leur demander d'arrêter l'activité en raison de sa violation de la Convention de Vienne sur l'activité diplomatique, et elle supposait que cela s'était produit mais n'avait pas de connaissances spécifiques à ce sujet. Le Politiken signale également que des sources britanniques ont supposé que les Chinois ne croyaient pas que l'OTAN oserait frapper l'ambassade.
Les histoires sont tirées de sources anonymes, bien que dans certains cas, la position globale dans la hiérarchie, le rôle et l'emplacement aient été mentionnés. Une source non anonyme était Dusan Janjic, un universitaire et défenseur de la réconciliation ethnique en Yougoslavie qui a témoigné que l'attaché militaire à l'ambassade, Ren Baokai, lui avait ouvertement parlé de la façon dont la Chine espionnait les États-Unis,.
Madeleine Albright, la secrétaire d'État américaine de l'époque, a qualifié l'histoire selon laquelle l'attaque était délibérée de « balivernes», et Robin Cook, le secrétaire d'État britannique aux Affaires étrangères de l'époque, a déclaré : « Je n'ai connaissance d'aucune preuve qui soutiennent cette version plutôt sauvage, ». L'ambassadeur chinois en Yougoslavie à l'époque, Pan Zhanlin, a nié dans un livre que l'ambassade était utilisée pour la rediffusion de messages des forces yougoslaves.

### Fairness & Accuracy In Reporting (FAIR) publie des articles sur le manque de couverture médiatique aux États-Unis
Le 22 octobre 1999, le groupe de critique des médias Fairness & Accuracy in Reporting (en) (FAIR) signale le manque de couverture médiatique américaine de l'enquête de The Observer/Politiken et appelle ses partisans à contacter les principaux journaux pour demander pourquoi cela n'était pas couvert.
Andrew Rosenthal (en) du New York Times répond avec Douglas Stanglin de USA Today, et FAIR résume ces échanges dans un article du 3 novembre 1999. Rosenthal convient que la couverture n'aurait pas dû faire référence à l'attaque comme étant accidentelle alors que cela était contesté. Cependant, il déclare que les histoires n'étaient pas bien sourcées selon leurs normes et que des journalistes avaient été chargés d'enquêter sur l'affaire, mais qu'ils n'étaient pas encore prêts à publier (environ six mois plus tard, en avril 2000, ils ont publié les résultats d'une enquête, et celle-ci n'a trouvé aucune preuve que le bombardement était délibéré). Dans le message, et en réponse à Rosenthal, FAIR énumère les diverses sources anonymes en termes de position générale dans la hiérarchie du commandement, l'emplacement et le rôle et déclare que si elles s'étaient manifestées publiquement, elles auraient pu être traduites en cour martiale. FAIR fait également valoir que le rapport est cohérent avec d'autres informations connues sur le bombardement, telles que l'endroit où les bombes ont touché l'ambassade,,, et a également souligné que l'enquête de The Observer/Politiken était plus largement couvert au niveau international qu'aux États-Unis.
L'histoire est également couverte dans Mother Jones, In These Times et World Socialist Web Site,,.

### Entretien deSalonavec William M. Arkin
Un article de Laura Rozen sur Salon datant de 2000 présente un entretien avec le chroniqueur du Washington Post et ancien officier du renseignement William Arkin (en), qui déclare sa conviction que l'attaque était accidentelle. Rozen indique que l'ambassade de Chine et l'hôtel Yougoslavia se trouvent en face l'un de l'autre et qu'à l'hôtel Yougoslavia, Željko Ražnatović possédait un casino et avait un siège social. L'hôtel Yougoslavie et l'ambassade de Chine ont été bombardés cette même nuit du 7 mai,.
Arkin a dit à Rozen qu'il pensait que certaines personnes à l'OTAN croyaient à tort que les signaux provenant de l'hôtel Yougoslavia provenaient en fait de l'ambassade de Chine en disant : « Je pense qu'il y avait des communications émanant de l'hôtel Yougoslavia de l'autre côté de la rue. Et je pense que ce sont ces gens stupides qui divulguent des rumeurs à The Observer qui ont fait cette erreur ».

### Épave du F-117 Nighthawk abattu
L'article de The Observer d'octobre 1999 rapporte qu'un chasseur furtif avait été abattu au début de la campagne aérienne et que, comme la Chine manquait de technologie furtive, elle était peut-être heureuse de commercer avec les forces yougoslaves.
En janvier 2011, Associated Press via Fox News rapporte que le J-20 chinois pourrait avoir été développé en partie par rétro-ingénierie du F-117 à partir de morceaux de l'épave ayant été récupérées.
En mai 2019, BBC News rapporte qu'« il est largement supposé que la Chine a mis la main sur des morceaux de l'avion pour étudier sa technologie ».

### Enquête duSunday Timessur un mémoire non publié de Jiang Zemin
En février 2011, le Sunday Times publie un article indiquant qu'un mémoire non publié de l'ancien président chinois Jiang Zemin raconte comment les forces serbes ont été autorisées à utiliser l'ambassade de Chine, et qu'en privé les États-Unis avaient montré des preuves de cette activité aux Chinois.

## Enquête du Tribunal pénal international pour l'ex-Yougoslavie (TPIY)
Une enquête réalisée par le Tribunal pénal international pour l'ex-Yougoslavie intitulé « Rapport final au procureur du Comité établi pour examiner la campagne de bombardement de l'OTAN contre la république fédérale de Yougoslavie » après la guerre du Kosovo a examiné spécifiquement l'attaque contre l'ambassade de Chine et est parvenu à la conclusion que le Bureau du Procureur ne devrait pas entreprendre d'enquête concernant l'attaque. Pour rendre sa décision, elle formule les observations suivantes :
- Que la cause des échecs dans la localisation de la cible semble provenir des techniques de navigation terrestre employées par un officier du renseignement dans ses efforts pour localiser l'emplacement du bâtiment FDSP à Bulevar Umetnosti 2. L'officier a utilisé des techniques connues sous le nom d'« intersection » et de « résection », qui, bien qu'appropriées pour localiser des points ou des objets distants ou inaccessibles, sont inappropriées pour une utilisation dans le ciblage aérien car elles ne fournissent qu'un emplacement approximatif. En utilisant ce processus, l'individu a déterminé par erreur que l'ambassade chinoise était le siège du FDSP[91].
- Les États-Unis ont officiellement présenté leurs excuses au gouvernement chinois et ont accepté de verser 28 millions de dollars d'indemnisation au gouvernement chinois et 4,5 millions de dollars aux familles des personnes tuées ou blessées. La CIA a également licencié un officier du renseignement et réprimandé six cadres supérieurs. Le gouvernement américain affirme également avoir pris des mesures correctives afin d'attribuer la responsabilité individuelle et d'éviter que de telles erreurs ne se reproduisent à l'avenir[92].
- Le personnel navigant impliqué dans l'attaque ne devrait pas être tenu pour responsable du fait qu'on leur a donné la mauvaise cible et qu'il est inapproprié de tenter d'attribuer la responsabilité pénale de l'incident aux hauts dirigeants parce qu'ils ont reçu des informations erronées de la part des responsables d'une autre agence[93].

## Rapport d'Amnesty International
Amnesty International a examiné la campagne aérienne de l'OTAN et évalué la légalité de ses actions. Dans le cas de l'attaque contre l'ambassade, Amnesty a rendu compte à la fois de l'explication officielle et de l'enquête de Observer/Politiken sans arbitrer pour déterminer laquelle était vraie. L'OTAN a été critiquée pour avoir poursuivi sa campagne de bombardements sans interruption alors que ses garanties visant à protéger les civils étaient réputées défaillantes. Une attaque véritablement accidentelle n'impliquerait pas de responsabilité légale, mais le rapport indiquait que « les informations très basiques nécessaires pour empêcher cette erreur étaient publiquement et largement disponibles à l'époque » et qu'« il semblerait que l'OTAN n'ait pas pris les précautions nécessaires requises par l'article 57, paragraphe 2, du protocole I » des conventions de Genève qui stipulent qu'un attaquant doit « faire tout son possible pour vérifier que les objectifs à attaquer ne sont ni des civils ni des biens civils ».

## Conséquences

### Avenir du bâtiment
À l'occasion du 10e anniversaire de l'attaque le 7 mai 2009, le maire de Belgrade Dragan Đilas et l'ambassadeur chinois en Serbie (en) Wei Jinghua ont inauguré une plaque commémorative sur le site, fabriqué par l'artisan Nikola Kolja Milunović. Des gerbes sont déposées devant le 7 mai 2017, ainsi qu'en septembre 2019,.
Lors de la visite du président de la république populaire de Chine Xi Jinping en Serbie en juin 2016, lui et son homologue serbe Tomislav Nikolić se sont rendus sur les lieux, ont inauguré une place de l'amitié serbo-chinoise et annoncé la construction d'un centre culturel chinois sur l'emplacement de l'ancienne ambassade,,. La construction du centre débute le 20 juillet 2017, en présence du maire Siniša Mali (en) et de l'ambassadeur chinois Li Manchang. Le centre aura dix étages, deux en sous-sol et huit au-dessus, avec une superficie totale de 32 000 m². Le projet coûtera 45 millions d'euros,,.
En 2020, la plaque Milunović est remplacée par un nouveau mémorial carré « modeste ». Alors que l'inscription sur la plaque originale expliquait pourquoi elle avait été placée là et indiquait la date de l'attaque et le nombre de victimes, la nouvelle a un texte générique en serbe et en chinois : En signe de gratitude à la république populaire de Chine pour son soutien et son amitié dans les moments les plus durs pour le peuple de la république de Serbie et à la mémoire des personnes tuées. Cela suscite des objections de la part des Belgradois, qui qualifient le nouveau mémorial de « honte » et de « plaque qui ne dit rien », demandant le rétablissement de l'ancienne.

### Montée du sentiment anti-occidental et réchauffement des relations sino-russes
Au sein des Nations unies, la Chine et la Russie se sont opposées à une action militaire contre la Yougoslavie. Des liens culturels forts existent entre la Russie et la Serbie et la campagne de bombardement ainsi que le bombardement de l'ambassade chinoise ont conduit à une augmentation du sentiment anti-occidental dans les deux pays et à un réchauffement des relations entre la Chine et la Russie,,.
Le président russe Vladimir Poutine fait référence à la campagne de bombardements dans un discours sur la Crimée en mars 2014 en déclarant : « Nous nous souvenons très bien de 1999 ».